# Rosemarie Heinikel
Rosemarie Heinikel, née le 4 juin 1946 à Nuremberg et morte le 20 août 2023, est une actrice, chanteuse et écrivaine allemande qui a pour nom de scène Rosy Rosy.

## Biographie
Rosemarie Heinikel fait sa première apparition en 1966 au Festival du cinéma de Mannheim ou en 1970 dans son livre Softgirls, livre illustré par le graphiste Gunter Rambow. Symbole de la sous-culture dont le phénomène le plus important est Mai 68, la presse lui donne le surnom de « Münchner Busenwunder », la « grosse poitrine de Munich ».
À 24 ans, elle publie des premiers mémoires Rosy Rosy, où elle raconte ses rencontres érotiques avec Frank Zappa ou Donovan. Elle vit principalement à Munich-Schwabing, où elle est plus dans les cercles artistiques que dans les cercles politiques. En tant que chanteuse, elle collabore avec Guru Guru. Cela donne le film expérimental Agilok & Blubbo. Conny Plank produira son deuxième disque en 1974.
Depuis 1971, elle travaille comme écrivain, réalisatrice de films (également pour des films pour enfants) et anime des émissions de radio. Sa deuxième autobiographie paraît en 1979, dans laquelle elle décrit la formation de mythes sur sa personne dans les médias comme le symbole de la communauté intentionnelle et ses conséquences sur elle. En 1983, elle publie un recueil de poésie érotique Der hungrige Wolf.

## Discographie
- Agilok & Blubbo – Kamerasong (1969, The Inner Space Productions, réédition en 2009)
- Mr. Rosymoon/Boogie Woogie Boy (1974, du téléfilm Tatort)
- Rosy Rosy (1981, auteure-compositrice, produit par Achim Reichel, réédition en 2017)
- Bundesverwaltungsorchester (1982, produit par Jörg Evers)

## Filmographie

### En tant qu'actrice
- 1966 : Rosy Rosy (Kinder, die sich lieben)
- 1968 : … und noch nicht sechzehn
- 1969 : Agilok & Blubbo
- 1969 : Köpfchen in das Wasser, Schwänzchen in die Höh'
- 1969 : Eika Katappa
- 1970 : Sex and Life 2. Teil
- 1970 : Les Fantaisies amoureuses de Siegfried
- 1971 : Dem Täter auf der Spur: Tod am Steuer (TV)
- 1971 : Das sexte Programm (TV)
- 1971 : Rosinen härter als Stahl
- 1972 : Heute nacht oder nie
- 1973 : La Torture
- 1974 : Rosymohn & Rosymoon (court métrage)
- 1975 : Mordkommission: Ende einer Laufbahn (TV)
- 1975 : Tatort: Schöne Belinda (de) (TV)
- 1977 : L'Ami américain
- 1977 : L'Œuf du serpent
- 1978 : Auf den Hund gekommen (TV)
- 1979 : Woyzeck
- 1980 : Die Reventlow (série télévisée, 3 épisodes)
- 1981 : Desperado City
- 2012 : In der Todeszone: März 2011

### En tant que réalisatrice
- 1969 : Juicy Love (court métrage)
- 1974 : Rosymohn & Rosymoon (court métrage)
- 2009 : Hörnchens ABC (court métrage vidéo)
- 2012 : In der Todeszone: März 2011 (court métrage vidéo)
- 2013 : Neues von der Amselfront 1-7 (courts métrages vidéos documentaires)

## Crédit d'auteurs
- (de) Cet article est partiellement ou en totalité issu de l’article de Wikipédia en allemand intitulé « Rosemarie Heinikel » (voir la liste des auteurs).